# Paradiopatra simplex
Paradiopatra simplex är en ringmaskart som beskrevs av Imajima 1999. Paradiopatra simplex ingår i släktet Paradiopatra och familjen Onuphidae. Inga underarter finns listade i Catalogue of Life.